# Adrian Johnston
Adrian Johnston (* 1961 in Carlisle, Cumbria, Großbritannien) ist ein englischer Musiker und Filmkomponist.

## Leben
Geboren und aufgewachsen auf einer Farm in Carlisle, begann Adrian früh mit dem Klavierspiel und Schreiben von eigenen Kompositionen. Er versuchte sich auch an Popmusik und spielte Schlagzeug für Mike Scotts Band Another Pretty Face, die schließlich zu The Waterboys wurde, und bei The Mike Flowers Pops; er war an der Produktion des Weihnachtshits Wonderwall (einer Easy-Listening-Version des Oasis-Klassikers) von 1995 beteiligt. Bislang verkaufte sich diese Single weltweit mehr als eine halbe Million Mal.
1996 fiel Johnston Michael Winterbottom auf, da er die Strohgeige am Set von Herzen in Aufruhr spielte. Dies führte zu Adrians erster Filmmusik für ebendiesen und Zusammenarbeiten bei über fünf Filmen, wie Welcome to Sarajevo, With Or Without You und I want you. Er arbeitete aber auch häufiger mit Stephen Poliakoff zusammen, zum Beispiel bei Friends & Crocodiles und Gideon’s Daughter.
Adrians Stil ist sehr vielseitig. Er schrieb sowohl Musik für Horror- und Actionfilme, als auch für Liebesfilme, Komödien, Stummfilme und Literaturverfilmungen.
Er hat über 70 Musiken für Theater-Unternehmen komponiert, darunter auch das Citizens Theatre in Glasgow und das National Theatre in London. Darüber hinaus war er auch an diversen Tanzprojekten beteiligt, wie Strange Fish und Enter Achilles, Touched und Birds.
Neben Gold für Wonderwall gewann er außerdem 2008 einen Emmy für Ernest Shackleton. Zudem war er noch mit seinen Musiken zu The Lost Prince, Tipping the Velvet, Perfect Strangers und Our Mutual Friends für einen BAFTA-Award nominiert.

## Werk

### Veröffentlichte Filmmusiken
- 1921: La terre (1991 nachträglich komponiert)
- 1924: Das Wasser kocht (Hot Water, 1992 nachträglich komponiert)
- 1996: Herzen in Aufruhr (Jude)
- 1997: Welcome to Sarajevo
- 1999: All the King’s Men (Fernsehfilm)
- 1999: Shooting The Past (Miniserie)
- 2001: Das Herz kennt kein Gesetz (Lawless Heart, Miniserie)
- 2001: Perfect Strangers – Liebe kennt keine Grenzen (Perfect Strangers, Fernsehfilm)
- 2002: Ernest Shackleton (Shackleton, Miniserie)
- 2003: The Lost Prince (Fernsehfilm)
- 2005: Friends & Crocodiles (Fernsehfilm)
- 2005: The Mighty Celt
- 2005: Gideon’s Daughter (Fernsehfilm)
- 2005: Lassie kehrt zurück (Lassie)
- 2005: Kinky Boots – Man(n) trägt Stiefel (Kinky Boots)
- 2007: Geliebte Jane (Becoming Jane)
- 2008: Wiedersehen mit Brideshead (Brideshead Revisited)
- 2009: Yorkshire Killer (Red Riding, Fernsehfilm, Segment 1974)
- 2014: Zug um Zug (The 7.39, Miniserie)
- 2018: The Strangers: Opfernacht (The Strangers: Prey at Night)

### Unveröffentlichte Filmmusiken (Auszug)
- 1997: I Want You
- 1998: The Tribe
- 1998: Our Mutual Friend (Miniserie)
- 1998: Starkey
- 1999: The Darkest Light
- 1999: The Last Yellow
- 1999: With or Without You
- 2000: The Suicide Club
- 2000: Alles über Adam (About Adam)
- 2000: Haus Bellomont (The House of Mirth)
- 2001: Meine beste Freundin (Me Without You)
- 2002: Tipping the Velvet (Miniserie)
- 2004: Sherlock Holmes – Der Seidenstrumpfmörder (Sherlock Holmes and the Case of the Silk Stocking, Fernsehfilm)
- 2004: If Only
- 2004: Piccadilly Jim
- 2005: Isolation
- 2006: Sparkle
- 2008: Dustbin Baby (Fernsehfilm)
- 2009: Glorious 39
- 2009: Moving to Mars

### Mit Another Pretty Face
- 1981: Soul To Soul

### Mit The Waterboys
- 1983: A Girl Called Johnny

### Mit The Mike Flowers Pops
- 1996: Don’t Cry For Me Argentina